# Antoni d'Orleans
Antoni d'Orleans (francès: Antoine d'Orléans)  (Neuilly-sur-Seine, 31 de juliol de 1824 - Sanlúcar de Barrameda, 4 de febrer de 1890) va ser un infant d'Espanya i va ser el V duc de Galliera, a Itàlia.

## Biografia
L'infant Antoni va néixer en els darrers anys de regnat de la seva tieta la reina Isabel II,  la qual va haver d'abandonar Espanya amb la resta de la família reial espanyola durant la revolució de 1868. No obstant això, el pare d'Antonio, l'ambiciós i liberal duc de Montpensier, havia finançat amb els seus diners als revolucionaris, en espera d'accedir al tron de la seva cunyada. Desgraciadament per a ell, el projecte va fracassar i el desterrament de la branca Orleans va ser confirmat pel govern provisional.
Antoni d'Orleans va ser l'únic fill mascle dels ducs de Montpensier que va arribar a edat adulta, era fill del príncep francès Antoni d'Orleans, duc de Montpensier i infant d'Espanya des que es va casar l'any 1846 amb la infanta Luisa Fernanda de Borbó, germana de la que seria Reina Isabel II. Per la via paterna era net del rei Lluís Felip I de França i de la seva esposa, la princesa María Amelia de Borbó-Dues Sicilias. Per part materna era també net de reis, perquè els seus avis eren el rei Ferran VII d'Espanya i la princesa María Cristina de Borbó-Dues Sicilias, que seria reina regent d'Espanya.
En el mes de desembre de 1874, el cop d'estat del general Arsenio Martínez Campos va permetre la restauració de la monarquia espanyola i Alfons XII va ser proclamat nou Rei d'Espanya  gràcies a que la seva mare va abdicar en el seu fill, Isabel II va romandre a l'exili. Els Orleans van ser perdonats i el jove Antonio va tornar a viure amb la seva família a Sevilla, en el Palau de San Telmo. En 1878, la reconciliació dels Orleans i dels Borbons va ser total amb el matrimoni del rei Alfons XII d'Espanya amb una de les germanes d'Antonio, la infanta Mercedes d'Orleans, tot i que aquesta va morir poc després.
El 6 de març de 1886 Antonio, que era infant d'Espanya des del seu naixement, es va casar a Madrid amb la seva cosina carnal, la infanta Eulalia de Borbó, que filla de la seva tieta, la reina Isabel II d'Espanya i el seu marit, el rei consort Francesc d'Assís de Borbó, duc de Cadis.
El matrimoni entre Antonio i Eulalia va tenir tres fills:
- Alfons d'Orleans, infant d'Espanya (12 de novembre de 1886 – 6 d'agost de 1975), va ser aviador militar; va contreure matrimoni amb Beatriz de Saxònia-Coburgo-Gotha (1884-1966), prima carnal de la reina Victòria Eugenia.[3] Van tenir tres fills.

- Luis Ferran d'Orleans, infant d'Espanya (5 de novembre de 1888 – 20 de juny de 1945), va protagonitzar diversos escàndols; va contreure matrimoni amb Marie Constance Charlotte Say, princesa vídua de Broglie.[4][5] No van tenir successió.

- Roberta d'Orleans, infanta d'Espanya (16 de març de 1890), nascuda morta.[6][7]

El seu matrimoni amb la infanta Eulalia no va ser afortunat ja que ell era voluble i malgastador, mentre que ella era una dona de caràcter fort i culta que no acceptava les humiliacions a les quals la sotmetia Antonio. Finalment, la parella es va separar el 31 de maig de 1900 per a consternació de la cort, a pesar que tots dos tenien amants, destacant en gran manera Carmen Giménez Flores, coneguda entre la noblesa com La Infantona, ja que Antonio li va donar el títol de vescomtessa de Térmens i nombrosos béns.
L'infant, per la seva part, va mantenir a més altres relacions extramaritales, arribant fins i tot a tenir una filla amb una reconeguda dama linarense, Concepción Martínez i Chacón, i s'especula que va ser pare d'una altra criatura nascuda en Montoro.
Mentre va durar el matrimoni d'Antonio amb la tia del rei li dóna un lloc oficial en la cort de Madrid. Així, en 1892, acompanya a la seva esposa en un viatge a Cuba, Puerto Rico i als Estats Units, en representació de la reina regent en ocasió de la celebració de l'IV centenari del descobriment d'Amèrica.
L'any 1895, el rei Umberto I d'Itàlia (1844-1900) va restablir el títol de duc de Galliera que va recaure d'Antoni d'Orleans; perquè l'hereu legítim del títol, Philipp la Renotière von Ferrary (1850-1917), l'havia rebutjat i l'infant Antoni va trobar els llaços que unirien a la seva família amb la duquessa de Galliera, Maria de Brignole-Surt (1812-1888).
En 1900, es va retrobar, a l'hotel Savoy de Londres, amb Marie-Louise Le Manac’h (1869-1949), vídua de Simon Guggenheim. Immediatament seduït per aquesta jove bretona, el príncep varen iniciar una relació amorosa, viatjant per Londres, París i Sevilla. Així i tot, Antonio era incapaç de ser fidel i la relació va acabar en 1906.
Durant tot el seu matrimoni, el duc havia mantingut un alt nivell de vida i havia dilapidat la fortuna familiar, mentre que la seva dona vivia en una relativa pobresa. Les seves despeses excessives fan que hagi de vendre, en 1919, les terres del seu ducat italià.
Antoni d'Orleans va morir l'any 1930 en la més absoluta misèria, les seves restes van ser portades al panteó d'infants en el Monestir de l'Escorial.

## Distincions honorífiques

### Regne d'Espanya
- 16 de setembre de 1880:  Caballero de l'Insigne Orde del Toisó d'Or (Rama Española).[10]
- Caballero del collaret de la Real i Distingit Orde Espanyol de Carles III.[11]
- Orde de Montesa.[12]
  - 29 de juliol de 1883 Lloctinent general.[13]
  - Caballero.[13]

### Estrangeres
- Caballero de l'Orde de San Huberto (Regne de Baviera).[14]
- Decorat amb la Medalla commemorativa del Jubileu d'or de la reina Victòria (d'or).[15][16]